# الخلية (فلم)
الخلية فيلم أكشن مصري من إنتاج سنة 2017. الفيلم من إخراج وإنتاج طارق العريان، وتأليف صلاح الجهيني، ومن بطولة أحمد عز، ومحمد ممدوح، وأمينة خليل، وسامر المصري، وعائشة بن أحمد، وأحمد صفوت. حقق الفيلم 56,004,004 جنيه مصري إيرادات، وهو الفيلم الأكثر إيرادات لعام 2017.
تاريخ عرض الفيلم يوافق يوم عرفة لسنة 1438 هـ.

## ملخص القصة
(سيف) ضابط عمليات خاصة، يتصدي لإرهابي اسمه (مروان)، وأثناء هذه العملية يستشهد ضابط العمليات الخاصة (عمرو)، ويصاب (سيف) نتيجة إنفجار قنبلة بجانبه، فيقسم (سيف) أن يعود ليثأر لحق (عمرو)، وعلى جانب أخر يعمل الضابط (صابر) على نفس ملف هذا الإرهابي، فيذهب (سيف) إليه لكي يطلب منه مساعدته.

## طاقم التمثيل
- أحمد عز بدور سيف[7]
- محمد ممدوح بدور صابر
- سامر المصري بدور مروان
- أمينة خليل بدور  سلمى
- أحمد صفوت بدور عمرو
- أحمد صلاح حسني بدور مساعد مروان
- عائشة بن أحمد بدور نهى
- رانيا الخطيب بدور زوجة صابر
- ريهام عبد الغفور بدور زوجة مروان
- أشرف زكي بدور محي بيه
- سلوى محمد علي بدور أم زوجة مروان
- أحمد كشك بدور بدر
- محمد رجائي بدور محمد بيه
- نور محمود
- إسماعيل شرف
- ياسر الزنكلوني
- أحمد التركي
- أشرف محمود
- هايدي طلعت
- محمود حنكش الوجه الجديد
- الأطفال: مروان عمرو - أحمد سعيد - هنا طارق

## طاقم العمل
- تأليف
  - صلاح الجهيني (مؤلف)
- إخراج
  - طارق العريان  (مخرج)
  - ضياء حبيب  (مساعد أول)
- تصوير
  - مازن
- إنتاج
  - طارق العريان  (منتج)
  - إبراهيم إسحق  (شريك في الإنتاج)
  - موسى عيسى (منتج منفذ)
- ملابس
  - رفعت عبد الحكيم (منفذ ملابس)
- موسيقى
  - ساري هاني
- دعاية
  - عمرو عاصم  (Trailer Designer)

## الإنتاج
استعان فريق العمل بتسع كاميرات لتصوير المشاهد الحركية. التعاون الثاني بين طارق العريان وصلاح الجهيني وأحمد عز على التوالي بعد فيلم ولاد رزق. استغرق تصوير فيلم سنة و نص. وهي أطول مدة فيلم في تاريخ السينما المصرية بعد فيلم أسوار القمر.

## وصلات خارجية
- الخلية على موقع IMDb (الإنجليزية)
- الخلية على موقع نتفليكس (الإنجليزية)
- الخلية على موقع الدهليز
- الخلية على موقع قاعدة بيانات الأفلام العربية
- الخلية على موقع قاعدة بيانات الفيلم (الإنجليزية)
- الخلية على موقع ليتربوكسد (الإنجليزية)
- الخلية على موقع كينوبويسك (الروسية)